# Церковь Всех Святых (Мюнхен)
Церковь Всех Святых ам Кройц (Кройцкирхе; нем. Allerheiligenkirche am Kreuz, нем. Kreuzkirche) — римско-католическая филиальная церковь в историческом центре города Мюнхен (федеральная земля Бавария), на улице Кройцштрассе; была построена в XV веке как кладбищенская церковь, обращенная на юг — что было необычно для того периода; позднеготическое здание храма входит в список памятников архитектуры города.

## История и описание
В результате расширения города Мюнхена, произошедшего при правлении императора Людвига IV Баварского, количество горожан выросло настолько, что кладбища двух городских церквей — Святого Петра и Пресвятой Девы Марии — уже не могли вместить все захоронения. В связи с этим, оба кладбища были перенесены на окраину города, но они по-прежнему оставались в пределах городских стен.
В 1478 году кладбище прихода Святого Петра было перенесено в район Хакенфиртель («in dem Haggen»). Местный архитектор Йорг фон Хальсбах (Jörg von Halspach, ум. 1488), известный также как Гангхофер, спроектировал новую кладбищенскую церковь и руководил её строительством. Здание храма было обращено на юг, что было необычным решением до XIX века: поскольку любая ориентация, кроме восточной, не одобрялась Римской курией — особенно для кладбищенских церквей — в связи с тем, что возвращение Иисуса Христа ожидалось именно с востока. Хальсбах спроектировал простое кирпичное здание со шпилем и четырьмя крытыми фронтонами. В 1485 году храм был освящен как церковь Всех Святых «ам Кройц» (am Kreuz); в период после 1493 года церковь было дополнена башней-колокольней — башня была увеличена в высоту после 1506 года.
В XVII—XVIII веках к зданию были произведены дополнительные пристройки, а само оно несколько раз перестраивалось: так в 1620 году здание было перестроено в стиле барокко. В нефе сохранился готический свод, поддерживаемый ступенчатыми контрфорсами. Галереи храма были возведены в 1722—1726 годах. Уже в XIX веке, в 1814 году, Кройцкирхе снова была «реготизирована» в период преобладания историзма. Интерьер храма был обновлен в 1936 году.
После Второй мировой войны, в 1947—1949 годах, церковь была перестроена в несколько уменьшенном виде. В колокольне всё ещё находятся два колокола, отлитые в XVIII и XIX веках. Компания «Carl Schuster & Sohn» из Мюнхена построила сегодняшний орган на шесть регистров. Здание церкви является памятником архитектуры: оно входит в список памятников от Баварского государственного управления под номером D-1-62-000-3639.